# 3 000 mètres masculin aux championnats du monde d'athlétisme en salle 2014
Navigation
2012 2016
Le 3 000 mètres masculin des Championnats du monde en salle 2014 s'est déroulé les 7 et 9 mars 2014 à l'Ergo Arena de Sopot, en Pologne.

## Résultats

### Finale
| Place              | Athlète                 | Pays             | Temps         | Note |
| ------------------ | ----------------------- | ---------------- | ------------- | ---- |
| Médaille d'or      | Caleb Mwangangi Ndiku   | Kenya            | 7 min 54 s 94 |      |
| Médaille d'argent  | Bernard Lagat           | États-Unis       | 7 min 55 s 22 |      |
| Médaille de bronze | Dejen Gebremeskel       | Éthiopie         | 7 min 55 s 39 |      |
| 4                  | Galen Rupp              | États-Unis       | 7 min 55 s 84 |      |
| 5                  | Hagos Gebrhiwet         | Éthiopie         | 7 min 56 s 34 |      |
| 6                  | Hayle Ibrahimov         | Azerbaïdjan      | 7 min 56 s 37 |      |
| 7                  | Elroy Gelant            | Afrique du Sud   | 7 min 57 s 31 |      |
| 8                  | Cameron Levins          | Canada           | 7 min 57 s 37 |      |
| 9                  | Augustine Kiprono Choge | Kenya            | 7 min 57 s 46 |      |
| 10                 | Collis Birmingham       | Australie        | 7 min 57 s 55 |      |
| 11                 | Andrew Vernon           | Royaume-Uni      | 7 min 58 s 25 |      |
| 12                 | Zane Robertson          | Nouvelle-Zélande | 8 min 01 s 81 |      |

## Légende
Records et Performances
- AR : Record continental (area record)
- CR : Record des championnats (championship record)
- MR : Record du meeting (meet record)
- NR : Record national (national record)
- OR : Record olympique (olympic record)
- PR : Record paralympique (paralympic record)
- PB : Record personnel (personal best)
- SB : Meilleure performance personnelle de la saison (season's best)
- WL : Meilleure performance mondiale de l'année (world leader)
- WJR : Record du monde junior (world junior record)
- WR : Record du monde (world record)

Circonstances et Conditions
- DNF : N'a pas terminé (did not finish)
- DNS : N'a pas pris le départ (did not start)
- DQ : Disqualification (disqualification)
- NM : Aucun essai valable enregistré (No Mark)
- Q : Qualifié « directement » au prochain tour (ou à la prochaine compétition), lors d'une compétition majeure, grâce au classement ou à la réalisation des minima (automatic qualifier)
- q : Qualifié au prochain tour (ou à la prochaine compétition), lors d'une compétition majeure, grâce au repêchage ou à la réalisation de l'une des meilleures performances parmi celles des « non qualifiés directement » (grâce au meilleur temps ou à la meilleure distance par exemple) (secondary qualifier)